# ارين هوتشرسن
ارين هوتشرسن (بالإنجليزية: Warren Hutcherson)‏ هو كاتب سيناريو ومخرج أمريكي، ولد في 1963 في بالتيمور في الولايات المتحدة.

## وصلات خارجية
- ارين هوتشرسن على موقع IMDb (الإنجليزية)
- ارين هوتشرسن على موقع قاعدة بيانات الفيلم (الإنجليزية)